# Holobomolochus venustus
Holobomolochus venustus är en kräftdjursart som beskrevs av Zbigniew Kabata 1971. Holobomolochus venustus ingår i släktet Holobomolochus och familjen Bomolochidae. Inga underarter finns listade i Catalogue of Life.